# Робело, Альфонсо
Луис Альфонсо Робело Кальехас (исп. Luis Alfonso Robelo Callejas; род. 11 октября 1939, Леон) — никарагуанский политик, бизнесмен и дипломат. Оппозиционный активист при режиме Сомосы. Участник никарагуанской революции, член Правительственной хунты национальной реконструкции. Противник сандинистского режима, основатель Никарагуанского демократического движения (MDN), представитель социал-либерального направления в движении Контрас.

## Предприниматель-оппозиционер
Учился в американском Политехническом институте Ренсселера. Инженер-химик. С 1972 года — президент никарагуанской Промышленной палаты. Сыграл большую роль в восстановительных работах после землетрясения 1972 года. С 1975 года возглавлял Никарагуанский институт развития, Высший совет частного предпринимательства и Центральный американский университет в Манагуа. Представлял интересы частного бизнеса, на этой почве конфликтовал с бюрократией режима Сомосы.
После убийства редактора оппозиционной газеты La Prensa Педро Хоакина Чаморро-старшего в январе 1977 года Робело перешёл в политическую оппозицию. В 1978 году учредил оппозиционное социал-либеральное Никарагуанское демократическое движение (MDN). Был организатором антиправительственных забастовок, активно агитировал против Сомосы. В 1978 году арестован, заключён в тюрьму, затем депортирован в Коста-Рику.

## Разочарование в сандинистах
После победы Сандинистской революции 19 июля 1979 года Альфонсо Робело вошёл в первый состав Правительственной хунты национальной реконструкции. В составе сандинистской правительственной делегации посещал с официальным визитом Вашингтон, встречался с президентом США Джимми Картером.
Выступая за демократические реформы, Робело критиковал марксистско-социалистические тенденции политики СФНО, сближение с СССР и Кубой. 22 апреля 1981 года вышел из правительственной хунты после принятого решения о расширении Совета государства с 33 до 47 членов и примкнул к антисандинистской оппозиции. 25 октября 1981 его дом подвергся атаке сандинистских активистов. В 1982 году Робело эмигрировал в Коста-Рику.

## Умеренный контрас
Первоначально Робело пытался создать левоцентристскую коалицию с бывшим командиром СФНО Эденом Пасторой, также перешедшим в оппозицию. В 1982 году MDN примкнуло к созданному Пасторой Революционно-демократическому альянсу. Однако малая договороспособность Пасторы вынудила Робело искать союза с правым крылом контрас — Никарагуанскими демократическими силами Адольфо Калеро. Летом 1985 года Робело вместе с Калеро и Артуро Крусом учредил Объединённую никарагуанскую оппозицию (UNO), просуществовавшую до начала 1987 года.
Несколько раз Робело встречался с президентом США Рональдом Рейганом, контактировал с подполковником Оливером Нортом, организатором операции Иран-контрас. В мае 1987 года стал членом дирекции Никарагуанского сопротивления. Присутствие Робело — левоцентриста, давнего противника Сомосы, члена первого сандинистского правительства — было призвано демонстрировать широту политического спектра контрас.
В январе 1988 года, под нажимом никарагуанского правительства, президент Коста-Рики Оскар Ариас заявил о недопустимости пребывания в Коста-Рике лидеров оппозиции властям соседней страны. Альфредо Сезар и Педро Хоакин Чаморро покинули Коста-Рику. Робело, теснее других связанный с этим государством, предпочёл выйти из руководства RN.

Это не будет проблемой.

Адольфо Калеро

## В послевоенный период
После окончания гражданской войны, проведения свободных выборов 25 февраля 1990 года и отстранения сандинистов от власти Альфонсо Робело вернулся в Никарагуа. Первое послесандинистское правительство Виолеты Барриос де Чаморро назначило его послом в Коста-Рике. Эту должность он занимал в момент террористической атаки на посольство 16 марта 1993 года.
Альфонсо Робело состоит в латиноамериканском социально-культурном объединении Phi Iota Alpha.
Организация Альфонсо Робело не располагала эффективной структурой и вооружёнными силами. Поэтому Робело был в руководстве контрас заметной, но не очень влиятельной фигурой. Однако сам факт его участия — с учётом биографии, идеологии и имиджа — был важен для никарагуанской оппозиции.